# Dazey
Dazey és una població dels Estats Units a l'estat de Dakota del Nord. Segons el cens del 2000 tenia 91 habitants.

## Demografia
Segons el cens del 2000, Dazey tenia 91 habitants, 39 habitatges, i 23 famílies. La densitat de població era de 92,5 hab./km².
Dels 39 habitatges en un 25,6% hi vivien nens de menys de 18 anys, en un 43,6% hi vivien parelles casades, en un 7,7% dones solteres, i en un 38,5% no eren unitats familiars. En el 30,8% dels habitatges hi vivien persones soles el 17,9% de les quals corresponia a persones de 65 anys o més que vivien soles. El nombre mitjà de persones vivint en cada habitatge era de 2,33 i el nombre mitjà de persones que vivien en cada família era de 2,83.
Per edats la població es repartia de la següent manera: un 25,3% tenia menys de 18 anys, un 2,2% entre 18 i 24, un 28,6% entre 25 i 44, un 20,9% de 45 a 60 i un 23,1% 65 anys o més.
L'edat mediana era de 42 anys. Per cada 100 dones de 18 o més anys hi havia 106,1 homes.
La renda mediana per habitatge era de 22.813 $ i la renda mediana per família de 30.000 $. Els homes tenien una renda mediana de 21.875 $ mentre que les dones 40.000 $. La renda per capita de la població era de 15.056 $. Entorn del 12,5% de les famílies i el 12,5% de la població estaven per davall del llindar de pobresa.

## Poblacions més properes
El següent diagrama mostra les poblacions més properes.